# Pegazus terv (Csillagkapu)

## Ismertető
| Figyelem: Itt a Csillagkapu 10. évadjának cselekményét vagy a végkifejletet is olvashatod. |

Az Ori fenyegetés miatt a CSKP tovább keresi azt a fegyvert, amivel megállíthatják legújabb ellenségeiket. Merlin fegyverét szeretnék megtalálni, ő volt az az Ős (Myrdin, vagy Moros), aki 10 000 éve visszatért Atlantiszról a Földre. Elhagyva felemelkedett létét, de hatalmának és tudásának nagy részét megtartva, emberi alakot vett fel, hogy elkészítse a hatásos fegyvert az Ori fenyegetés ellen.
A keresés alatt, Daniel Jackson és Vala Mal Doran felkeresi Atlantiszt, amely most egyféle földi előőrsként szolgál a Pegazus galaxisban. A város hologramszobájában felfedezik Morgan le Fay-t, aki a számítógépes tudásbázis holografikus kivetítéseként jelenik meg, egy 30-35 éves nő képében. Danielék abban bíznak, hogy az ősi város tudásával közelebb jutnak ahhoz, hogy megtalálják Merlin szuperfegyverét.
Eközben, Carter, Mckay és Mitchell csatlakozik az Odüsszeia csapatához egy veszélyes akcióban. Az Ori által a Tejútrendszerben megépített szuperkapun át a CSKP nem tud kitárcsázni, ezért kidolgoztak egy tervet. E szerint elhelyeznek egy csillagkaput a földközeli szuperkapu mellé, majd egy másikat is egy, a Pegazus galaxisban lévő fekete lyuk mellé. A pegazusi csillagkapuból tárcsázva a szuperkapu mellett lévő csillagkaput, a fekete lyuk jellegzetességei miatt nem lehet lekapcsolni többet az összeköttetést. (Az ötlet a Stargate SG-1 második évadjának  Egy végtelennek tűnő pillanat című epizódjából származik.) Ez a fekete lyuk óriási tömegvonzásából ered, mely az időt is torzítja, így egy féreglyuk fenntarthatóságának idejét a maximális 38 percről szinte a végtelenségig kitolja. A CSKP egy termonukleáris eszközt a földközeli csillagkapu mellett felrobbantva, megpróbálja átugratni a nyitott féregjáratot a szuperkapura, mely így az Ori számára is használhatatlanná válna, ezáltal nem tudna inváziós flottát bocsátva a Földre. Sajnos, az első próbálkozások nem sikerülnek.
Míg az Odüsszeia próbálkozik, az atlantiszi parancsnokság felfedez egy lidérc kaptárhajót, mely bemérve az Odüsszeia pozícióját, feléjük igyekezik. Atlantsiz nem tudja erről értesíteni csapatát, mivel a fekete lyuk zavarja a földi csatahajó kommunikációját. Ezért tárcsázzák a CSKP-t a Földön, akik Teal'c-en keresztül (aki Goa'uld bombázójáról (Al'kesh) rejtett módban felügyeli a szuperkapu elleni műveleteket) próbálja elérni a CSK1 csapatát.
Daniel, Weir és Vala rájön, hogy Morgan nem csupán egy holografikus eszköz, ő egy valódi felemelkedett Ős, az igazi Morgan le Fay, aki átlépett a felemelkedett-ember határon azért, hogy segítse őket az Ori elleni harcban.
Le Fay elmondja, hogy Atlantisz elhagyása után a Földön csak primitív civilizáció-kezdeményeket találtak, ezért sokan közülük a Földön maradtak, irányítva és egyben megalapítva a földiek kultúráit. Ebben a formában töltötte életét Morgan és Merlin is, míg meg nem találták a felemelkedéshez vezető utat.
Később, mikor Merlin visszatért emberi alakjába, hogy megalkossa az Ori-ellenes szuper fegyvert, a többi Ős ezt rossz szemmel nézte, hiszen Merlin megsértette a "be nem avatkozás" szabályát. Le Fay-t küldték, hogy figyeljen Merlinre, így ellenségekké váltak.
Eközben, dr. McKay rájön arra, hogy a próbálkozások azért nem sikerültek, mert a termonukleáris robbanások kis erővel történtek, túl rövid ideig. Emiatt a féreglyuk nem tud átugrani a szuperkapura. Tervei szerint két robbantást akar véghezvinni oly módon, hogy az első robbanás után kis idővel következzen be a második. Épp ki akarják próbálni ezt, mikor Teal'c jelenti, hogy egy Ori hajó érkezett a szuperkapuhoz, valószínűleg azért, hogy az inváziós flotta megérkezését segítse. Eközben a Lidérc cirkáló is megérkezett az Odüsszeia mellé, épp az erre figyelmeztető üzenet után.
Atlantiszon, Daniel és Weir próbálja meggyőzni Morgant, és az őket mindig figyelő többi Őst is, hogy segítsenek megtalálni a szuperfegyvert, hiszen ha a harcul elbukik, és a galaxisban lévő összes ember hite megerősíti az Orit, akkor az Ori elindul, hogy leszámoljon ősi ellenségével, az Ősökkel.
Az Odüsszeia először a fekete lyuk felé menekül a lidérc cirkáló elől, hogy kihasználva annak gravitációs erejét, onnan mintegy kipattanva, visszafelé jelentősen meg tudja növelni sebességét. Elhaladván a Lidérc cirkáló mellett, az Odüsszeia felsugározza a fekete lyuk miatt megzavart pajzsrendszerrel működő hajóra a termonukleáris bombáit, és felrobbantja. A lidérc cirkáló felrobban, a keletkező robbanás pedig sikerrel ugrasztja át a féreglyukat a Föld melletti szuperkapura. A szuperkapu megnyílásakor, a pont felette lévő Ori hajó közepe dezintegrálódik, emiatt felrobban.
Atlantiszon Morgant sikerül meggyőzni, épp elmondana valamit ("Merlin fegyvere nem…"), amikor a többi Ős közbelép, és elragadják Morgant az emberek elől. Daniel sem tudja eldönteni, hogy eme segítség miatt milyen sors vár majd Morganre.
A küldetés sikerrel járt, a pegazusi fekete lyuk mellett nyitott féregjárat miatt a tejútrendszeri szuperkapu használhatatlanná vált az Ori számára.

## Külső hivatkozások
- Stargate Wiki link (angolul)

- Epizódismertető a csillagkapu.hu-n